# 今井隆信
今井 隆信（いまい たかのぶ、1974年7月27日 - ）は、富山エフエム放送（FMとやま）のチーフアナウンサー。ディレクターも兼任している。

## 略歴
富山県小矢部市出身。砺波高等学校、新潟大学教育学部特別教科（書道）教員養成課程卒業。1997年4月からFMとやまに在籍し、同局の様々な情報・音楽番組を担当している。またバスケットボールなどの試合のMCもやっている。血液型はA型で、特技は大学で専攻した書道で、高校書道の教員免許を持つ。

## 現在の担当番組
- Breakfast Show
- トヨタモビリティ富山・モーニング・ポップス
- アグリエース

## 過去の担当番組
- URBAN COLORS（2020年4月 - ）
- IN THE MORNING（ - 2016年3月）
- 元気とやま情報スクエア（2010年4月 - 2015年7月）
- grace（2011年4月 - 2014年3月）
- 射水ムズムズアワー（2013年4月 - 2014年3月）
- イブニング・ファイル
- スポーツ1等賞（『セピア色の街へ〜自転車に乗って』内）
- World Hot 30
- 週刊とやま県聞録
- ホワイトクリスタル（冬期のみ放送）
- WEEKLY CHART EXPRESS -TOYAMA TOP30-
- 富山のスポーツ応援団“体育会ラジオ”
- コスモアースコンシャスアクト ずっと地球で暮らそう。（TOKYO FM） - FMとやまのリポーターを担当

## その他
- みんなで乗り越えよう! 新型コロナウイルス対策共同キャンペーン（2020年4月24日[2] - ）
  - 富山県内のラジオ局との共同キャンペーンで、梶原典明（NHK富山放送局）・小林淳子（北日本放送）とともに「行動編」で出演。キャンペーンの詳細は、FMとやま インフォメーションあるいはNHK富山放送局の特設サイトを参照。